# Ходає
Ходає (рум. Hodaie) — село у повіті Клуж в Румунії. Входить до складу комуни Кетіна.
Село розташоване на відстані 305 км на північний захід від Бухареста, 42 км на схід від Клуж-Напоки.

## Населення
За даними перепису населення 2002 року у селі проживали 116 осіб, з них 115 осіб (99,1%) румунів. Рідною мовою 115 осіб (99,1%) назвали румунську.